# Josef Marx (Fußballspieler)
Josef Marx, gerufen „Jupp“ (* 20. November 1934 in Geseke/Kreis Soest in Nordrhein-Westfalen; † 24. August 2008 in Karlsruhe), war ein deutscher Fußballspieler, der zwischen 1956 und 1969 in der Oberliga und der Bundesliga für den SV Sodingen und den Karlsruher SC spielte und 1960 einmal in der deutschen Nationalmannschaft zum Einsatz kam.

## Laufbahn

### Im Westen, 1948 bis 1961

#### VfL 09 Geseke, 1948 bis 1956
Die Karriere des Fußballspielers Josef Marx begann 1948 in der Jugendabteilung des heimischen VfL Geseke. In der Familie Marx spielte der Fußball keine große Rolle. Dass das Schuhwerk des Sohnes unter dem Fußballspielen zu leiden hatte, wurde ihm in den mageren Jahren nach dem Zweiten Weltkrieg dagegen nicht nur durch mündliche Verweise verdeutlicht. Als der Sohn dann jedoch bereits mit 17 Jahren in die erste Mannschaft der Kleinstadt in der Nähe von Lippstadt aufrückte, verwandelte sich die bisherige Skepsis des Vaters zu verständigem Wohlwollen. Der junge Stürmer „Jupp“ Marx zählte auch in der Seniorenmannschaft regelmäßig zu den Torschützen. Daraufhin berief der ehemalige Jugendtrainer des VfL Geseke, Dettmar Cramer, inzwischen Verbandstrainer in der Sportschule Kaiserau des Westdeutschen Fußballverbandes, das Talent zu diversen Auswahllehrgängen, so auch im Juni 1956, als er mit der Amateurauswahl von Westfalen im Wettbewerb um den Länderpokal mit 6:0 in Hamburg gewinnen konnte. Der Angreifer aus Geseke spielte dabei als Mittelstürmer an der Seite von den zwei Halbstürmern Fritz Zimmermann und Günter Grandt und am linken Flügel stürmte der schnelle Gerhard Cyliax. Der 21-Jährige wurde zur Runde 1956/57 aus der Landesliga Westfalen vom SV Sodingen als Vertragsspieler für die Oberliga West verpflichtet.

#### SV Sodingen, 1956 bis 1961
Der Stadtteilverein aus Herne, der im Schatten der Zeche Mont Cenis spielte, stieg im Jahre 1952 in die Oberliga West auf. Herausragend war der Einzug von Sodingen als Vizemeister des Westens in die Endrunde der deutschen Meisterschaft 1955. Am 18. August 1956 im Startspiel der Runde 1956/57 debütierte der 21-Jährige im Heimspiel gegen den Deutschen Meister Borussia Dortmund mit seinem Treffer zum 1:1-Ausgleich. Als „Jupp“ Marx bei den Grün-Weißen seinen Einstand gab, war das personelle Leistungsvermögen und die finanzielle Ausstattung des „Bergarbeitervereines“ nicht mehr ausreichend, um der Tabellenspitze der Oberliga West angehören zu können. Er spielte von 1956 bis 1961 mit seinen Mannschaftskameraden permanent um den Klassenerhalt, stieg 1959 sogar für ein Jahr in die 2. Liga ab. In seinem Debütjahr 1956/57 absolvierte er alle 30 Pflichtspiele und erzielte dabei 13 Tore; damit war er als Sodinger Torschützenkönig konkurrenzlos. Im Jahre der Fußball-Weltmeisterschaft 1958 in Schweden konkurrierte vereinsintern Hans Cieslarczyk mit „Jupp“ um die Torschützenkrone. „Cissi“ setzte sich knapp mit 13 gegenüber zwölf Treffern des Mannes aus Geseke durch. Cieslarczyk wurde für die WM nominiert und wechselte zur Runde 1958/59 zu Borussia Dortmund. Die von Marx erzielten 14 Treffer in der Runde 1958/59 konnten den Abstieg von Sodingen nicht verhindern. Marx, der zwischenzeitlich durch Vermittlung von Trainer Robert Gebhardt beruflich von der Schlosserei in das Lohnbüro der Zeche übergewechselt war, blieb den „Grün-Weißen“ auch in der 2. Liga West treu und trug durch seine 16 Tore maßgeblich zum sofortigen Aufstieg in der Saison 1959/60 bei. Aber auch in seinem vierten Oberligajahr 1960/61 kämpfte er im „Glück-Auf-Stadion“ in Sodingen wiederum nur gegen den Abstieg. In 30 Einsätzen steuerte er 13 Tore zum Klassenerhalt bei. Eine Besonderheit in seiner aktiven Zeit in Sodingen bildeten die lokalen Derbys gegen Westfalia Herne. In vier Oberliga-Jahren fehlte er nur in einem Spiel. Er bestritt für Sodingen 119 Spiele mit 52 Toren in der Oberliga West. Max Merkel, der von Borussia Dortmund zum TSV 1860 München als Trainer gewechselt war, verhandelte mit Marx im Frühjahr 1961 über seinen Transfer zu den „Löwen“. Franz Kremer, der Präsident des 1. FC Köln, versuchte ebenfalls, dem bescheidenen Mann aus Geseke einen Wechsel in die Domstadt schmackhaft zu machen. Das Rennen um die Vertragsunterschrift machte dann der Oberligist aus dem Süden, der Karlsruher SC. Die positiven Aussagen von Horst Szymaniak – der Ex-Erkenschwicker hatte auf der Islandtour 1960 mit der Nationalmannschaft lobende Worte für den Verein aus dem Badischen und dessen Umfeld gefunden – trugen nicht unwesentlich zu dem Wechsel von „Jupp“ Marx in das Karlsruher Wildparkstadion bei. Geschäftsführer Erich Fehlberg hatte für Karlsruhe aktiv die Verhandlungen geführt. Die finanzielle Entlohnung als Vertragsspieler, die beim SV Sodingen laut Vertrag vom 14. Juli 1960 noch mit einem Grundgehalt von 160 DM und einer Spielzulage von 10 DM festgeschrieben war, konnten in Baden sicherlich angehoben werden. „Jupp“ machte ernst: Er heiratete am 12. Juli 1961 seine Jugendfreundin Erika aus Geseke, verließ den „Pütt“ und seine westfälische Heimat und zog mit seiner Ehefrau nach Karlsruhe. Ein neuer Lebensabschnitt begann.

### Im Süden, 1961 bis 1969

#### Karlsruher SC, 1961 bis 1969
In Karlsruhe erlebte er die Trainerarbeit des Österreichers Eduard Frühwirth, der 1958 mit dem FC Schalke 04 die deutsche Meisterschaft errungen und 1960 mit den Badenern den Titel in der Oberliga Süd gefeiert hatte. Er kam in eine Phase des mannschaftlichen Umbruchs. Horst Szymaniak wechselte nach Italien zu Catania und Friedel Späth zum FSV Frankfurt. Die Recken der Pokaltriumphe 1955 und 1956 waren nicht mehr vorhanden. Heinz Beck und Bernhard Termath beendeten im Sommer 1961 ihre erfolgreiche Karriere, und damit blieb nur noch Heinz Ruppenstein aus dieser Ära übrig. Nach 15 Spielen der Vorrunde stand der KSC mit 10:20 Punkten auf dem enttäuschenden 14. Platz und bei dem Neuzugang aus Westfalen kamen Zweifel über die Richtigkeit seiner Vereinswahl auf. Spätestens mit seinem Hattrick beim Spiel am 18. Februar 1962 gegen den amtierenden Deutschen Meister, den 1. FC Nürnberg, die den 3:0-Sieg des KSC bedeuteten, war er aber richtig in seiner neuen Heimat angekommen. Die Wildpark-Elf kam auf dem neunten Platz in der Abschlusstabelle ein und „Jupp“ Marx hatte dazu in 26 Spielen 12 Tore beigesteuert. Da die neue Fußball-Bundesliga in der Runde 1963/64 starten sollte, war die Platzierung der Oberligasaison 1962/63 von großer Bedeutung für die Nominierung. Die KSC-Verantwortlichen setzten auf den Badener Kurt Sommerlatt, den Olympiateilnehmer von 1952, den Antreiber der eigenen Pokalsiegermannschaften, den Aktiven des FC Bayern München und den Pokalgewinner mit FC La Chaux-de-Fonds als Spielertrainer in der Schweiz 1961. Er wurde der neue Trainer zum Abschlussjahr der Oberliga. Bereits bei der ausgedehnten Südamerikareise vom 29. April bis 24. Mai 1962 war der neue Trainer dabei. Für „Jupp“ Marx und seine Mannschaftskameraden sollte die Reise eine Fülle von unvergesslichen Eindrücken hinterlassen. Zum Abschluss gab es in Santiago de Chile ein Wiedersehen mit dem Ex-Mitspieler Horst Szymaniak und dem KSC-Spielmacher Günther Herrmann, die mit dem DFB bereits für die Fußball-Weltmeisterschaft 1962 in Chile weilten. Zusammen mit den zwei UEFA-Jugendinternationalen Rolf Kahn und Horst Wild aus der eigenen A-Jugend und Otto Geisert von Eintracht Nordhorn – er wurde mit 15 Treffern der KSC-Torschützenkönig – gelangten die Karlsruher auf den fünften Rang in der Runde 1962/63 in der Oberliga Süd und wurden daraufhin für die Bundesliga nominiert. Marx, der von Trainer Sommerlatt im Laufe der Runde in die Halbstürmerposition geleitet worden war, bestritt 29 Spiele mit acht Toren.
In der Bundesliga bestritt Josef Marx in fünf Runden für den KSC 139 Spiele und erzielte dabei zwei Tore. Er erlebte Enttäuschungen bei den Spielerverpflichtungen, Ziellosigkeit bei der Auswahl der Übungsleiter und permanenten Abstiegskampf, aber auch Geselligkeit, Kameradschaft, Freundschaft und eine verbindende Zusammengehörigkeit mit den Menschen der Stadt und der Region. Karlsruhe wurde für „Jupp“ Marx zu seiner neuen Heimat. Von 1963 bis 1968 versuchten sich mit Kurt Sommerlatt, Helmut Schneider, Werner Roth, Paul Frantz, Georg Gawliczek, Herbert Widmayer und Berni Termath sieben Trainer auf dem „Schleudersitz“ des KSC-Trainerstuhls – zumeist mit wenig Erfolg. Der 13. Tabellenrang in der Saison 1966/67 wurde die beste Platzierung. Unbestrittener Leistungsträger bei allen Cheftrainern war der immer weiter nach hinten gerückte – fast beidfüßig agierende Rechtsfüßer – „Jupp“ Marx. In der Serie „Bundesliga-Chronik“ des AGON Verlages aus Kassel, wird der Abwehrchef des KSC im Weltmeisterschaftsjahr 1966 mit der Note 2,24 auf Platz eins in der Spielerbenotung geführt; Franz Beckenbauer folgt mit der Note 2,45 auf Rang zwei. In fünf Runden Bundesliga kommt er auf die Durchschnittsnote von 2,57. Im Jahr des Bundesligaabstieges 1967/68, wurde der 33-jährige Routinier nach 34 Spielen mit der Note 2,71 auf Rang acht verzeichnet. Dies trotz einer desolaten Rundenbilanz des KSC mit 17:51 Punkten und damit der verdienten „roten Laterne“. Der Mann aus Geseke war den Anforderungen der Bundesliga voll gewachsen, etliche Mitspieler, Trainer und der Verein sicherlich nicht in ausreichendem Maße. Ob er mit seinem damaligen Grundgehalt von 1500 DM plus Leistungszulagen (Vertrag vom 30. November 1967) den finanziellen Gegebenheiten der damaligen Bundesliga gemäß wirklichkeitsnah entlohnt wurde, kann nur schwerlich beurteilt werden.
Mit Trainer Kurt Baluses zusammen führte der Kapitän „Jupp“ Marx den Bundesligaabsteiger 1968/69 zur Meisterschaft in der Fußball-Regionalliga Süd. Der Mannschaftssenior bestritt 33 Spiele. In der Aufstiegsrunde scheiterte der KSC an Rot-Weiss Essen.
Mit Ende der Aufstiegsrunde im Juni 1969 beendete „Jupp“ Marx mit 34 Jahren, nach 13 Jahren Aktivität in Oberliga, Bundesliga und Regionalliga, seine Spielerlaufbahn.

### Nationalmannschaft, 1960
In seiner ersten Saison Oberliga West – 1956/57 – wurde die neue Stürmerhoffnung des SV Sodingen, „Jupp“ Marx, in die Juniorennationalmannschaft des DFB berufen. Im dritten und vierten Spiel dieser Auswahl überhaupt, am 27. März 1957 in Essen gegen Belgien und am 26. Mai 1957 in Bayreuth gegen die Tschechoslowakei, wurde er als Mittelstürmer von Bundestrainer Sepp Herberger zum Einsatz gebracht. Am 20. Juni 1957 wirkte er bei einem Sichtungs-Spiel in Schweinfurt im Rahmen einer Begegnung der A- gegen eine B-Auswahl mit. Im April 1958 fanden zwei weitere Testspiele zur Nominierung des WM-Kaders für die Weltmeisterschaft 1958 in Schweden statt, am 23. April in Kassel und am 29. April in Essen. An beiden Terminen kam „Jupp“ Marx zum Einsatz. Für den 40er-Kader wurde er durch den DFB nominiert, in das endgültige WM-Aufgebot schaffte es aber vom SV Sodingen lediglich sein Vereinskollege Hans Cieslarczyk. Am Rundenende 1959/60 stand er im Kader für das Länderspiel gegen Irland am 11. Mai 1960 in Düsseldorf. Am Spieltag, nach dem Frühstück, erklärte ihm Bundestrainer Sepp Herberger bei einem persönlichen Gespräch, dass er den Lokalmatador von Fortuna Düsseldorf, Bernhard Steffen, entgegen der Aussage vom Vorabend, an seiner Stelle spielen lassen würde. Darüber war „Jupp“ Marx sehr enttäuscht, schätzt aber im Rückblick die Persönlichkeit des Altbundestrainers als absolute Respektsperson sehr hoch ein. Zum ersten Länderspiel der Saison 1960/61 nahm dieser den Sodinger mit auf die Reise nach Island: Am 3. August 1960 in Reykjavík wurde Marx in der 57. Minute für Albert Brülls eingewechselt und erzielte mit einem Kopfball in der 86. Minute das 5:0-Endresultat. Vor dem Rückflug fanden noch zwei Trainingsspiele gegen isländische Vereinsmannschaften statt. In beiden Begegnungen stürmte Marx in den deutschen Teams. In dieser Saison wurde der Westfale auch noch zu zwei Repräsentativspielen für Westdeutschland gegen Norddeutschland und Berlin berufen. Nach seinem Wechsel zum Karlsruher SC wurde er nicht mehr für DFB-Teams nominiert.

## Nach der Spielerkarriere
In der Saison 1969/70 assistierte „Jupp“ Marx dem Cheftrainer Kurt Baluses in der Regionalliga Süd. Von 1970 bis 1976 hatte er das Traineramt bei den Vereinen FC Neureut und FC Rastatt 04 inne. Dann folgte er dem erneuten Ruf des KSC und war in der Schaffensphase der Trainer Rolf Schafstall (1977/78) und Manfred Krafft (1978–81) im Spielausschuss tätig.

## Leben nach dem Fußball
Der während seiner Spielerlaufbahn beim Karlsruher SC in das Angestelltenverhältnis bei der damaligen Badischen Bank (2006: BW-Bank) übernommene Oberligafußballer ging im Jahre 1999 mit 65 Jahren als Hauptkassier in Pension. Auch in dieser Funktion war sein korrektes Verhalten, gepaart mit Freundlichkeit im Umgang mit der Kundschaft und dem Personal, ein Prädikat, das generell zur Person Marx gehörte. Mit seinem Freund Gustav Witlatschil – 149 Oberliga- und 71 Bundesligaspiele für den KSC – pflegte er über Jahre das Tennisspiel. Nach zwei Hüftoperationen mussten gemütliche Plaudereien unter alten Freunden die sportlichen Aktivitäten ersetzen. Die Fotografie und die faszinierenden Zeugnisse der Ära Tutanchamun standen in der „nachsportlichen“ Phase deutlich mehr im Vordergrund. Zum 90. Vereinsgeburtstag des SV Sodingen war „Jupp“ Marx, mit vielen alten Weggefährten zusammen, zu den Festtagen vom 19. bis 21. Juni 2002 mit großer Wiedersehensfreude in Herne. Der Karlsruher SC ehrte durch Gerhard Seiler am 16. November 2002 die 40-jährige Vereinszugehörigkeit von Marx mit einem Festabend. Auch am Festakt für die Pokalgewinner der 1950er am 21. Mai 2005 nahm „Jupp“ Marx teil. Den harmonischen Lebensabend verbrachte das Ehepaar Marx im Stadtteil Durlach, auf dem dortigen Geigersberg, in angenehmer Wohnlage.
Im Alter von 73 Jahren starb Josef „Jupp“ Marx nach langer schwerer Krankheit am 24. August 2008.